# Selva mosaico costera de Maputaland
La selva mosaico costera de Maputaland es una ecorregión de la ecozona afrotropical, definida por WWF, que ocupa el extremo sur de Mozambique, el este de Suazilandia y el nordeste de la provincia sudafricana de KwaZulu-Natal. Maputo, la capital de Mozambique, se encuentra en esta ecorregión.

## Descripción
La selva mosaico costera de Maputaland, una ecorregión de selva lluviosa, cubre una franja de 30.200 kilómetros cuadrados a lo largo de la costa del océano Índico. Forma parte de una sucesión de selvas costeras que se extienden a lo largo de la costa africana del Índico desde el sur de Somalia hasta Sudáfrica.
El límite norte de la ecorregión se encuentra al norte de la desembocadura del Limpopo, cerca de Xai Xai en Mozambique, donde deja paso a la selva mosaico costera de Inhambane. Por el sur, cerca del cabo Santa Lucía en KwaZulu-Natal, limita con la selva mosaico costera de KwaZulu y El Cabo.
La ecorregión tiene un clima húmedo estacional, de tropical a subtropical. La lluvia oscila entre los 1000 mm anuales cerca de la costa hasta los 600 mm anuales en el interior; la mayor parte de las precipitaciones se produce en los meses de verano. Más al interior, la región deja paso a biomas de sabana más secos.

## Flora
La ecorregión está formada por un mosaico de diferentes comunidades florales: selvas, sabanas, monte alto, palmares, praderas y humedales. 

## Fauna
La diversidad de la fauna es muy elevada. Hay más de 470 especies de aves y más de 100 de mamíferos, entre los que destacan los elefantes (Loxodonta africana) y los leopardos (Panthera pardus), recluidos en la actualidad en varias reservas. Se han reintroducido en algunas reservas el león (Panthera leo) y el guepardo (Acinonyx jubatus).
Las zonas húmedas albergan gran número de cocodrilos del Nilo (Crocodylus niloticus).

## Endemismos
Alrededor del 10% de las plantas vasculares presentes en la ecorregión son endémicas.
Entre las aves, destaca la nectarina de Neergaard (Cinnyris neergaardi), restringida a las zonas de selva arenosa semicaducifolia de la ecorregión.

## Estado de conservación
En peligro crítico. 
Las principales amenazas son la reforestación y la invasión de especies exóticas, las obras hidráulicas para la irrigación de grandes extensiones, la expansión de la población rural y la caza furtiva.

## Protección
Según WWF, el 14% de la ecorregión se encuentra protegida en reservas, entre las que destacan el Parque del Humedal de Santa Lucía (3.280 km²), declarado Patrimonio de la Humanidad por la Unesco, la Reserva de Phinda y la Reserva de Caza de Mkuzi en KwaZulu-Natal; y la Reserva de Caza de Maputo (900 km²) y la Reserva de Fauna de Ilhas de Inhaca e dos Portugeses en Mozambique.